# Leroy Kelly
Leroy Kelly (Filadelfia, Pensilvania, 20 de mayo de 1942), es un exjugador profesional estadounidense de fútbol americano que se desempeñó en la posición de running back en la National Football League (NFL). Es miembro del Salón de la Fama del Fútbol Americano Profesional.

## Carrera
Kelly jugó como profesional diez temporadas en Cleveland Browns (1964-1973), después pasó a Chicago Fire, donde jugó una temporada (1974), y fue el equipo en el que se retiró.

## Reconocimiento
El 30 de julio de 1994, ingresó como miembro al Salón de la Fama del Fútbol Americano Profesional.